# Shimmer Women Athletes
SHIMMER Women Athletes é uma promoção independente de wrestling profissional, estabilizada em Chicago. Seu primeiro evento aconteceu no dia 6 de Novembro de 2005. Criada por Dave Prazak e dirigida em conjunto com Allison Danger, a promoção foi criada com a missão de criar novos talentos para o wrestling feminino estadunidense. A empresa somente se apresenta nos Estados Unidos.
A Ring of Honor reconhece o SHIMMER Championship, e ele é defendido em eventos da mesma.

## Campeonatos

### Atuais campeãs

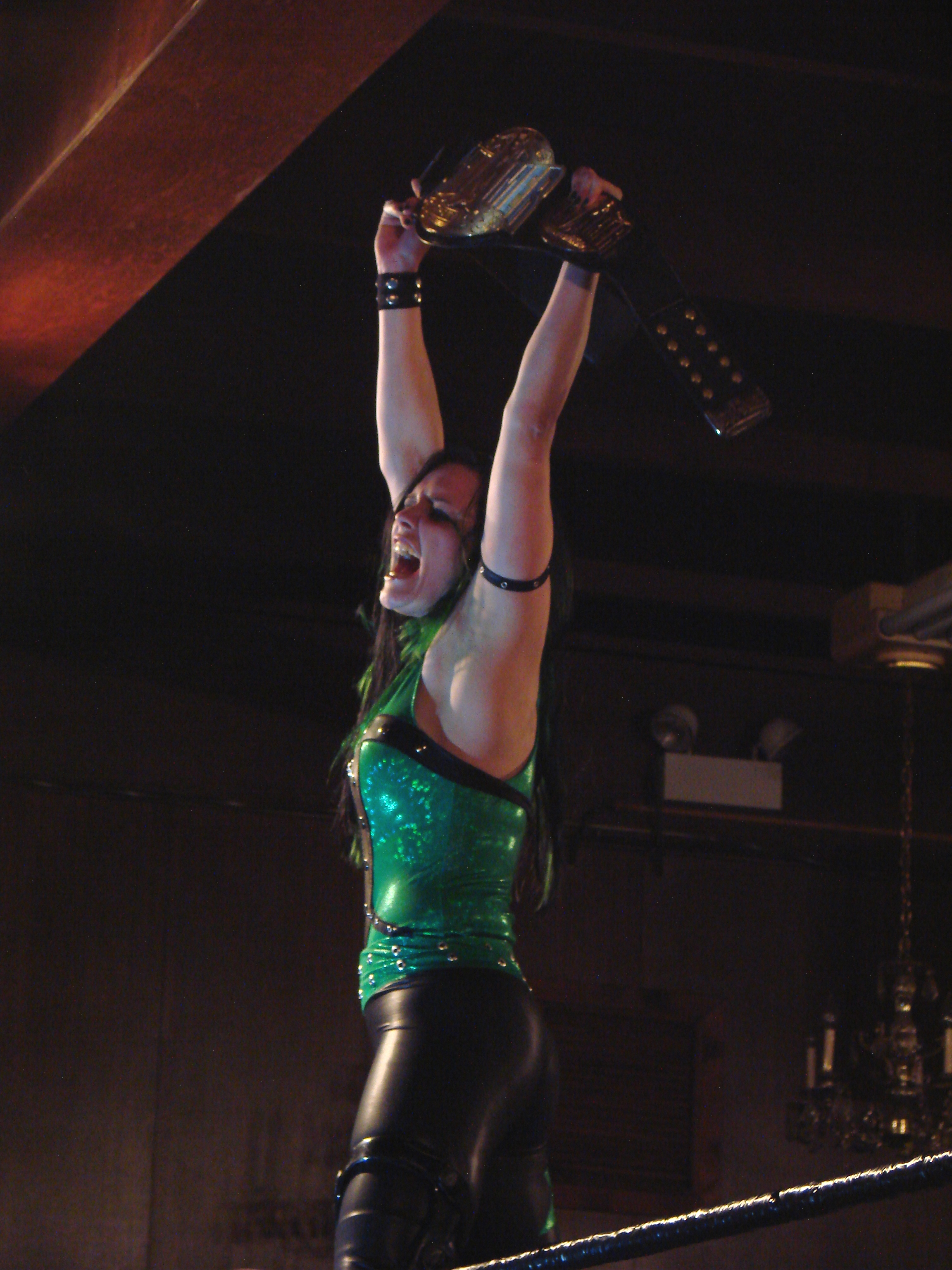
MsChif

| Título                        | Atual(is) campeã(ões)                                      | Data                | Campeã anterior                                  |
| ----------------------------- | ---------------------------------------------------------- | ------------------- | ------------------------------------------------ |
| Shimmer Championship          | Cheerleader Melissa                                        | 6 de Abril, 2013    | Saraya Knight                                    |
| Shimmer Tag Team Championship | Global Green Gangsters (Kellie Skater and Tomoka Nakagawa) | 14 de Abril de 2013 | Canadian NINJAs (Nicole Matthews e Portia Perez) |